# Bơm ly tâm

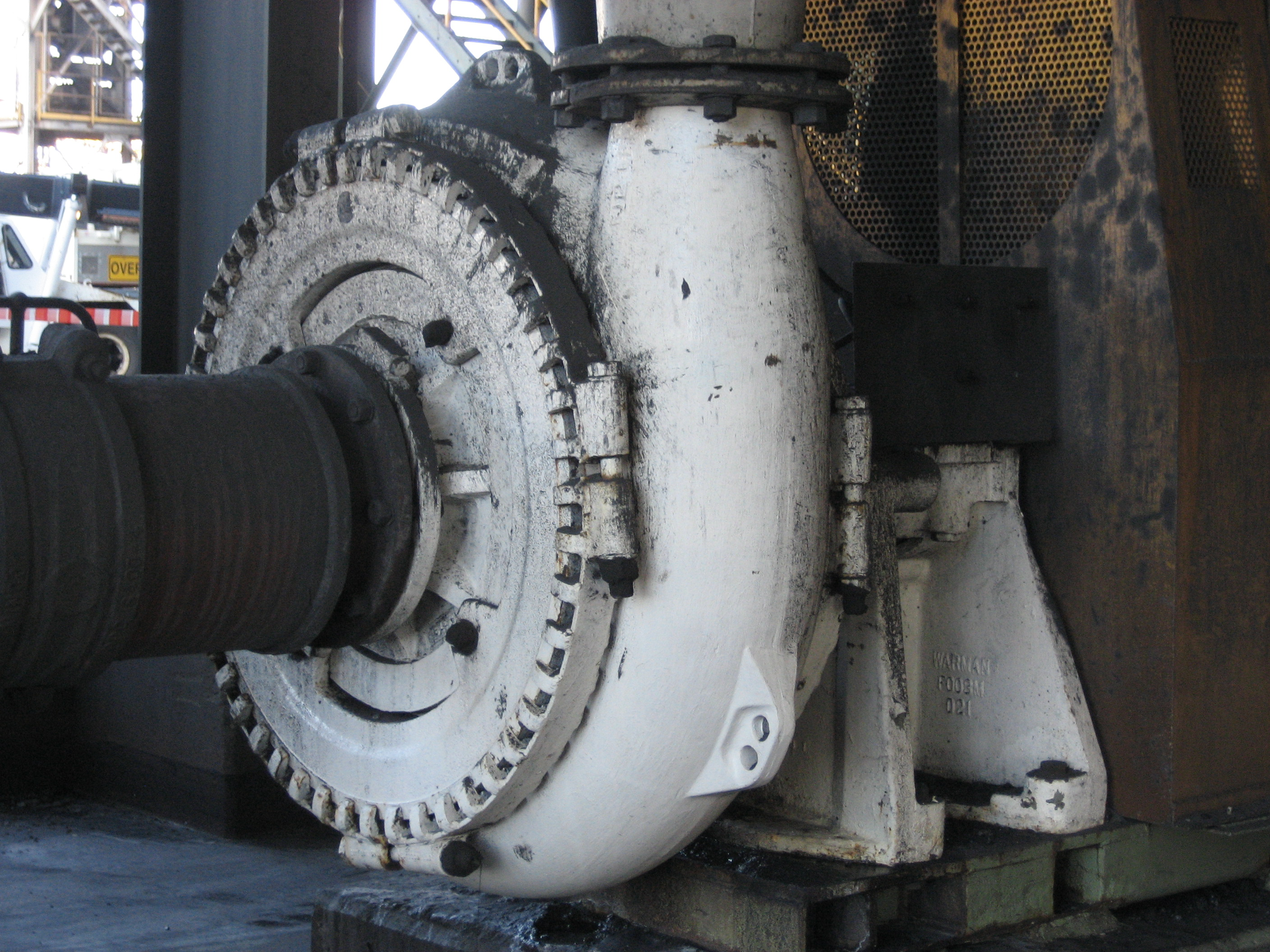
Hình 1- Bơm ly tâm Warman ứng dụng trong máy chế biến than

Bơm ly tâm là loại máy thủy lực cánh dẫn, nhờ bánh công tác (cánh quạt) cơ năng của máy chuyển sang năng lượng thủy động của dòng ra, cụ thể đó là tích số của 4 thông số: lưu lượng (Q), cột áp (H), trọng lượng riêng của chất lỏng (ρ) và gia tốc trọng lực nơi đặt máy (g).

## Lịch sử
Theo RETI, một người lính Brazil và nhà sử học của khoa học, các máy đầu tiên có thể được mô tả như là một máy bơm ly tâm là một máy nâng bùn xuất hiện sớm nhất là 1475 trong một bài khái luận của một kỹ sư thời kỳ Phục hưng người Ý Francesco di Giorgio Martini [1]máy bơm ly tâm thực sự đã không phát triển cho đến cuối thế kỷ 17, khi Denis Papin chế tạo cánh quạt có cánh dẫn thẳng. Các cánh cong đã được nhà phát minh người Anh John Appold giới thiệu vào năm 1851. Bơm ly tâm được ứng dụng từ khá lâu (nhiều thế kỷ) nhìn qua kết cấu có thể cho rằng nó khá đơn giản, nhưng qua quá trình phát triển cho đến nay vẫn tiếp tục còn những sáng chế liên quan đến sự mở rộng tính năng hoặc tối ưu hóa bơm ly tâm, cũng như về lý thuyết việc mô tả hoạt động thủy lực trong bơm ly tâm vẫn chựa đạt đến sự sáng tỏ rốt ráo.

## Đặc điểm của bơm ly tâm

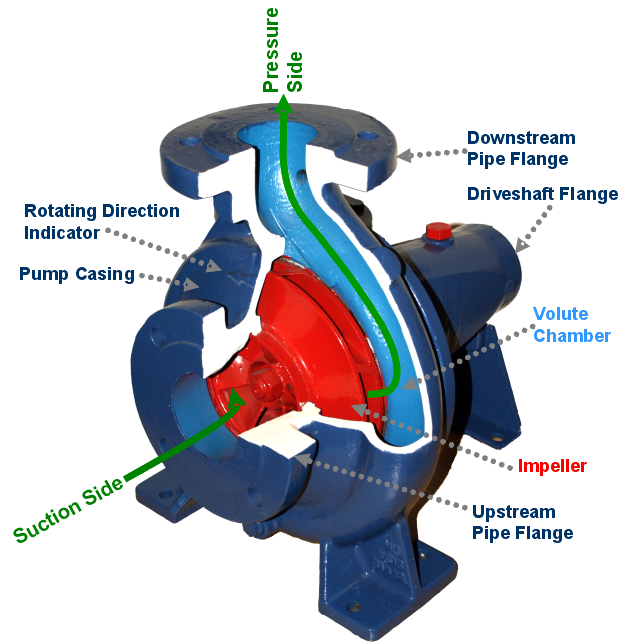
Hình 2 – mặt cắt cho thấy các bộ phận bên trong bơm ly tâm.

- Bơm được nhiều loại chất lỏng như nước, dầu, hóa chất, kể cả hỗn hợp các chất lỏng và chất rắn.
- Phạm vi sử dụng lớn và năng suất cao:

- Cột nước bơm H = 10 ÷ hàng ngàn mét
- Lưu lượng bơm Q = 2 ÷ 100.000 m3/h
- Công suất động cơ N = 1 ÷ 6000 kW.
- Kết cấu nhỏ gọn, chắc chắn, làm việc tin cậy.
- Hiệu suất η của bơm tương đối cao so với các loại bơm khác; η = 0,65 ÷ 0,9.
- Giá thành không cao lắm.

### Cấu tạo
Bánh công tác 1 trên có các cánh dẫn, trục cánh quạt liên kết với động cơ. Buồng xoắn ốc 2, ống hút 3 có gắn van một chiều 5 và ống lọc 6, van tiết lưu ở cuối ống đẩy 4.
Cấu tạo của máy bơm ly tâm gồm có 6 bộ phận chính: trục, bánh xe công tác, bộ phận hướng ra phía, bộ phận hướng về phía, ống hút và ống đầy. các bộ phần của máy bơm ly tâm rất có thể dễ dàng tháo bỏ, tách rời nên rất tiện lợi cho việc đi lại, di chuyển.Trục bơm của máy ly tâm thường được chế tạo bằng thép kim loại tổng hợp. Trục bơm của máy sẽ tiến hành lắp với bánh công tác làm việc nhờ mối ghép then.
Bánh công tác làm việc của máy bơm ly tâm có cấu tạo 3 dạng chính là một cánh mở trọn vẹn, một cánh mở một phần và cánh kín. Cấu tạo bánh công tác làm việc được đúc bằng gang và thép nên rất chắc như đinh & đảm bảo an toàn. các mặt phẳng cánh dẫn & đĩa bánh công tác làm việc có độ nhẵn tương đối tốt giúp hạn chế về tổn thất, hao mòn. Phần Roto của máy ly tâm được tạo nên bởi bánh công tắc lắp trên trục của bơm với các chi tiết nhỏ được cố định và thắt chặt với trục. Bánh công tác làm việc và Roto luôn được cân đối tĩnh & thăng bằng động giúp cho tiến trình làm việc bánh công tác không bị chà xát vào thân bơm.những bộ phận dẫn hướng về phía, bộ phận dẫn hướng ra phía, ống hút, ống đầy được gia công bằng gang đúc hoặc tôn hàn, cao su. Với cấu tạo đặc biệt quan trọng, máy bơm ly tâm có các ưu điểm vượt trội là rất khoẻ, động cơ thường với năng suất rất lớn.

## Nguyên lý hoạt động thủy lực

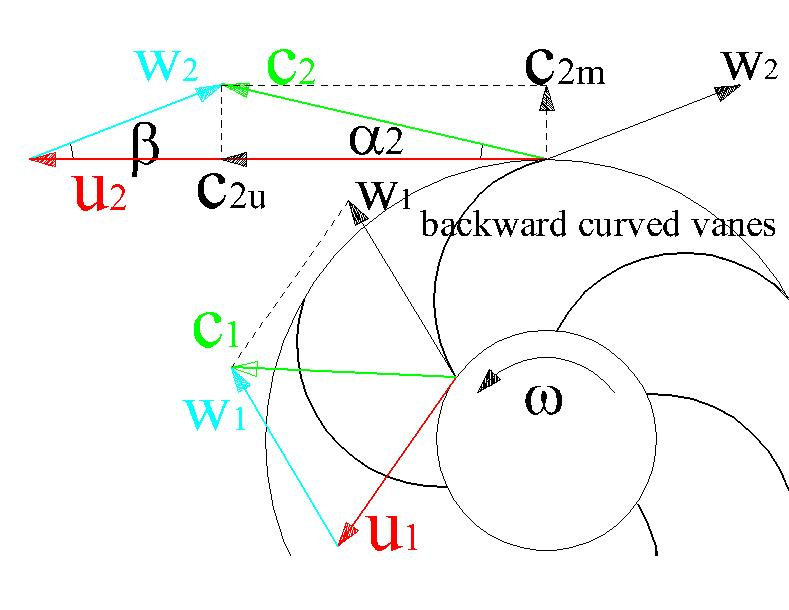
Hình 3- Tam giác vận tốc ngã vào và ngã ra do Sir Euler đề xướng năm 1751

Theo học thuật cổ điển, bộ ba: quy tắc tam giác vận tốc; nguyên lý bảo toàn mômen động lượng và phương trình Euler đóng vai trò chủ đạo trong lý thuyết về hoạt động thủy lực trong bơm ly tâm. Phương trình cơ bản cho máy thủy lực Euler được thành lập theo phương pháp khảo sát một dòng chảy vi phân của chất lỏng qua bánh công tác hoạt động hở trong không khí (vắng mặt yếu tố tĩnh áp) chú trọng đến các vectơ vận tốc tại điểm vào và điểm ra bánh công tác.(không chú trọng đến tính liên tục và quỹ đạo của dòng chảy)
Trước khi máy bơm ly tâm hoạt động, cần mồi bơm bằng phương pháp tạo nên thân bơm và ống hút có chứa đầy chất lỏng. Máy bơm ly tâm hoạt động, bánh công tác sẽ quay, những chất lỏng ở phía trong bánh công tác sẽ bị văng ra phía bên ngoài nhờ tác dụng ở lực ly tâm. Chất lỏng sẽ theo một số máng dẫn, lấn sân vào ống đầy có áp suất cao. Đây được gọi là quy trình đầy bơm. Cùng lúc ấy, ở lối vào của bánh công tác tạo ra vùng chân không, tính năng của áp suất trong bể chứa lớn khiến các chất lỏng ở bể hút tiếp tục bị đầy vào theo đường ống hút. Đây được gọi bằng giai đoạn hút của bơm. giai đoạn hút và đầy của bơm ly tâm ra mắt liên tục, tạo ra dòng chảy liên tiếp qua bơm. Bộ phận dẫn hướng ra phía nhằm mục tiêu dẫn chất lỏng từ bánh công tác ra ống đầy và giúp chất lỏng chảy qua ống đầy được ổn định, điều hoà.

### Quy tắc tam giác vận tốc
Xem hình 3, ba vectơ {\displaystyle w_{1};u_{1};c_{1}} hợp thành tam giác vận tốc dòng vào. {\displaystyle w_{2};u_{2};c_{2}} hợp thành tam giác vận tốc dòng ra
w vectơ vận tốc tương đối
c  vectơ vận tốc tuyệt đối
u= r.ω vectơ vận tốc tiếp tuyến

### Nguyên lý bảo toàn mômen động lượng
Giả sử chất lỏng không có độ nhớt và việc chuyển đổi năng lượng từ bánh công tac cho dòng chảy là không mất năng. Áp dung đinh luật Newton thứ hai và nguyên lý lực&phản lực, dòng chảy qua bánh công tác tạo phản lực lên bánh công tác bằng với lực mà bánh công tác tác động lên dòng chảy, phương trình lực xoắn trên trục quay lên bánh công tác có dạng
```

  

    

      

        
M

        
=

        
ρ

        

          
Q

        

        
[

        

          

            
u

            

              
2

            

          

          
.

          

            
c

            

              
2

            

          

          
u

          
−

          

            
u

            

              
1

            

          

          
.

          

            
c

            

              
1

            

          

          
u

        

        
]

      

    

    
{\displaystyle M=\rho \mathbb {Q} [{u_{2}.c_{2}u-u_{1}.c_{1}u}]}

  

 (1)
```

{\displaystyle C_{2}u} hình chiếu vectơ {\displaystyle c_{2}} lên vectơ {\displaystyle u_{2}}
{\displaystyle C_{1}u} hình chiếu vectơ {\displaystyle c_{1}} lên vectơ {\displaystyle u_{1}}
M lực xoắn trên trục

### Phương trình Euler
Là kết quả của dẫn xuất từ phương trình lực xoắn (1)
```

  

    

      

        
H

        
=

        

          

            

              

                
u

                

                  
2

                

              

              
.

              

                
c

                

                  
2

                

              

              
u

              
−

              

                
u

                

                  
1

                

              

              
.

              

                
c

                

                  
1

                

              

              
u

            

            

              
2

              
g

            

          

        

      

    

    
{\displaystyle H={\frac {u_{2}.c_{2}u-u_{1}.c_{1}u}{2g}}}

  

```

Phương trình Euler ở dạng phân tích
```

  

    

      

        
H

        
=

        

          

            

              

                
c

                

                  
2

                

                

                  
2

                

              

              
−

              

                
c

                

                  
1

                

                

                  
2

                

              

            

            

              
2

              
g

            

          

        

        
+

        

          

            

              

                
u

                

                  
2

                

                

                  
2

                

              

              
−

              

                
u

                

                  
1

                

                

                  
2

                

              

            

            

              
2

              
g

            

          

        

        
+

        

          

            

              

                
w

                

                  
1

                

                

                  
2

                

              

              
−

              

                
w

                

                  
2

                

                

                  
2

                

              

            

            

              
2

              
g

            

          

        

      

    

    
{\displaystyle H={\frac {c_{2}^{2}-c_{1}^{2}}{2g}}+{\frac {u_{2}^{2}-u_{1}^{2}}{2g}}+{\frac {w_{1}^{2}-w_{2}^{2}}{2g}}}

  

```

Điều đáng ngạc nhiên là tuy chứa nhiều biến số bậc 2 nhưng đường biểu diễn của phương trình này luôn là đường thẳng.

## Hiệu suất
{\displaystyle \eta ={\frac {\rho .gQH}{P_{m}}}},
{\displaystyle P_{m}} cơ năng cấp cho bơm (W)
{\displaystyle \rho } tỷ trong chất lỏng (kg/m3)
{\displaystyle g} gia tốc trọng lực chuẩn (9.80665 m/s2)
{\displaystyle H} cột áp làm việc (m)
{\displaystyle Q} lưu lương bơm (m3/s)
{\displaystyle \eta } hiệu suất bơm
cột áp làm việc ({\displaystyle H}) là tổng của độ chênh cao trình bên đẩy và bên hút và cột áp tổn thất qua dẫn truyền trong đường ống tính bằng mét. Công suất thường dùng (103 W, kW) hoặc mã lực(hp = kW*0.736).
Hiệu suất = Hiệu suất bơm x hiệu suất động cơ điện.